# Кузнецовка (Братский район)
Кузнецовка — село в Братском районе Иркутской области России. Административный центр Кузнецовского сельского поселения. Находится на правом берегу реки Вихорева, примерно в 12 км к западу от районного центра, города Братска, на высоте 355 метров над уровнем моря.

## Население
По данным Всероссийской переписи, в 2010 году численность населения села составляла 1113 человек (535 мужчин и 578 женщин).
| 2002 | 2010  | 2011  | 2012  |
| ---- | ----- | ----- | ----- |
| 1066 | ↗1113 | ↘1107 | ↘1085 |

## Улицы
Уличная сеть села состоит из 18 улиц и 2 переулков.